# CMOC Group Limited
CMOC ou CMOC Group Limited  (chinês tradicional: 洛陽鉬業, chinês simplificado: 洛阳钼业, pinyin: Luòyáng mù yè), anteriormente conhecido como China Molybdenum Company: [Luòyáng Company], é a maior produtora de molibdênio da China continental e uma das maiores empresas do mundo nesse setor. Cotiza na Bolsa de Hong Kong e na Bolsa de Shanghai.
Além disso, é também um dos maiores produtores de tungstênio do mundo, e é o segundo maior produtor de cobalto e nióbio, assim também como o principal produtor de cobre em todo o mundo. A sede da empresa está localizada no condado de Luanchuan, perto da cidade de Luoyang em Henan. A partir de 2022, eles estão classificados em 74º lugar no Top 500 da Fortune China.

## História
A empresa foi originalmente fundada em 1969 sob o nome de Luoyang Luanchuan Molibdênio, e a mina de Sandaozhuang foi estabelecida no ano seguinte. No início dos anos 2000, Luoyang Luanchuan estava pesquisando maneiras de extrair  scheelite da sua principal mina de molibdênio. Juntamente com a Ximen Tungsten Co Ltd, fundou uma empresa conjunta, a Luoyang Yulu Mining Co. Ltd., para processar o mineral.
Em agosto de 2006, a empresa começou a planejar uma oferta pública inicial e, em preparação para a mudança, em 2007 mudou seu nome para China Molibdênio.  No dia 26 de Abril de 2007, a empresa começou a cotizar na  Bolsa de Valores de Hong Kong. Suas ações foram fechadas em HK $ 10,28, que foi 60% maior do que o HK $ 6,8, estipulado pelo OPV, tornando-se uma das adições de 2007 com o maior superávit em preço das ações no primeiro dia de negociação. Entre 2007 e 2010, a CMOC também se juntou ao  Hang Seng China Enterprise Index.
Em 2010, a CMOC adquiriu 55% da mina Shangfanggou do Luoyang Mining Group, comprando 50% da Xuzhou Huanyu Molibdênio Co., Ltd e 100% da Luanchuan Huqi Mining Company Limited. A Bolsa de Valores de Hong Kong sancionou o grupo por não divulgar publicamente a aquisição da Huqi em tempo útil.
As ações foram oferecidas pela primeira vez na Bolsa de Valores de Xangai em 2012. No dia 20 de setembro, a CMOC informou levantar 600 milhões de yuans vendendo ações, significativamente menos do que os 3,65 bilhões de yuans inicialmente planejados. O âmbito da oferta foi reduzido em relação aos planos iniciais devido à intervenção da Comissão Reguladora do Mercado de Valores da China. No entanto, as ações tiveram um bom rendimento, triplicando rapidamente o valor.
Em 2013, a CMOC adquiriu uma participação de 80% na mina de cobre-ouro Northparkes na Austrália do Rio Tinto. A empresa vendeu a totalidade da sua participação na Northparkes à empresa mineira australiana Evolution Mining em dezembro de 2023.
Uma subsidiária integral, a CMOC International, mudou sua sede para Phoenix, Arizona em 2017. O CEO desta filial internacional, Kalidas Madhavpeddi, deixou a empresa em 2018.
Em 2017, o Grupo Louis-Dreyfus anunciou que estava vendendo seu negócio de negociação de metais, LDC Metals, por US $ 466 milhões para várias empresas chinesas, incluindo CMOC e AXAM Asset Management. A LDC Metals passou então a designar-se IXM. A CMOC assumiu o controle total da IXM em 2019.
Em junho de 2022, a empresa mudou oficialmente seu nome de China Molybdenum Company Limited para CMOC Group Limited. Mais tarde nesse ano, a empresa foi incluída no ranking 74 na lista da Fortune China 500.

## Liderança
O atual presidente da CMOC é Yuan Honglin (袁 宏 林), tendo sido eleito em junho de 2020. Ele substituiu Li Chaochun (李 朝 春), que ocupou o cargo de 2014 a 2020. Os dois maiores accionistas da empresa são o Cathay Fortune Group e o fabricante chinês de baterias Contemporary Amperex Technology Co Ltd (CATL).

## Participações e subsidiárias

### Participações

#### Brasil
Em 2016, a CMOC adquiriu minas de fosfato e nióbio da Anglo American plc nos estados brasileiros de Goiás e São Paulo, incluindo a mina Boa Vista.

#### China
Na China, a empresa controla três grandes minas: a mina de molibdênio-tungstênio Sandaozhuang (chinês: 三道莊鉬鎢礦), no condado de Luanchuan, a mina Donggebi de molibdênio, em Hami e a mina de ferro-molibdênio (chinês: 上房溝鉬鐵礦), adjacente à mina de Sandaozhuang. A mina de Sandaozhuang é detida integralmente pela CMOC, enquanto a mina de Shangfanggou é uma empresa comum com 45% do capital próprio controlado pelo Luoyang Mining Group.

#### República Democrática do Congo
Na República Democrática do Congo, a empresa tem uma participação do 80% na mina Tenke Fungurume. Esta mina foi comprada da  Freeport-McMoRan em 2016 por US $ 2,65 bilhões, apoiada por pelo menos US $ 1,59 bilhão em empréstimos de bancos estatais chineses. O acordo foi facilitado pela  BHR Partners, que comprou a participação minoritária da Lundin Mining na mina por 1,14 mil milhões de dólares. A mina contém cobre, assim como também cobalto para baterias de iões de lítio. Em 2022, a mina Tenke Fungurume tornou-se objeto de disputas jurídicas entre a CMOC e o governo da RDC sobre o montante das royalties pagas ao sócio minoritário da mina, a empresa estatal congolesa Gécamines.  Em abril de 2023, foi alcançado um acordo que abriu caminho à retomada das exportações de minerais.
Da mesma forma, através de sua subsidiária KFM Holding Limited, a empresa também adquiriu uma participação de 95% na mina Kisanfu de Freeport-McMoRan em 2020 por um preço de US $ 550 milhões, que também produz cobre e cobalto. Em 2021, o grupo vendeu 25% da KFM Holdings à Contemporary Amperex Technology por 137,5 milhões de dólares, deixando-a com uma participação de 71,25% no projeto Kisanfu.  Em Julho de 2022 a CMOC anunciou planos para investir 1,8 mil milhões de dólares no projecto Kisanfu.

### Subsidiária

#### IXM
Em 2019, a CMOC adquiriu totalmente o IXM, atualmente o terceiro maior comerciante de metais do mundo.. A empresa é especializada no comércio de cobre, zinco, alumínio, níquel, cobalto, nióbio e lítio. A sua sede social situa-se em Genebra, na Suíça.

## Responsabilidade social e ambiental
Em uma tentativa de se distanciar do histórico de problemas ambientais do setor de mineração, a CMOC lançou uma série de iniciativas de responsabilidade social. Na RDC, os projetos conduzidos pela Mina Fungurume Tenke incluem esforços de conservação, bem como campanhas de desenvolvimento social e ajuda humanitária para as comunidades da região. Em 2021, a empresa também anunciou planos para aumentar o uso de energia hidrelétrica e solar no Congo.
Em 2024, a mina Tenke Fungurume tornou-se a primeira mina no continente africano a receber a certificação Copper Mark, que acredita uma prática responsável na produção mineira.
Na Austrália, o projeto de mineração Northparkes ganhou vários prêmios em reconhecimento à sua iniciativa de compensação de biodiversidade Kokoda.
A CMOC se juntou à Better Mining and Fair Cobalt Alliance e fez uma parceria com a Glencore e o Eurasian Resources Group para pilotar a Re|Source, uma solução blockchain para rastreamento de cobalto e aquisição responsável.
O CMOC comunicou as emissões totais de CO2 (Direto + Indireto) para 31 de dezembro de 2020 em 1.030 Kt (+60/+6,2% y-o-y). De acordo com os seus próprios dados, a CMOC diminuiu a sua intensidade de CO2 em 2021 em 20% em comparação com 2020.
Em junho de 2023, a CMOC recebeu uma classificação ESG (critérios ambientais, sociais e de governança) de "AA", melhorando desde a anterior "A", concedida pela MSCI, uma empresa de consultoria em gestão de riscos de investimento, em seu relatório anual de avaliação ESG.